# Freeparty

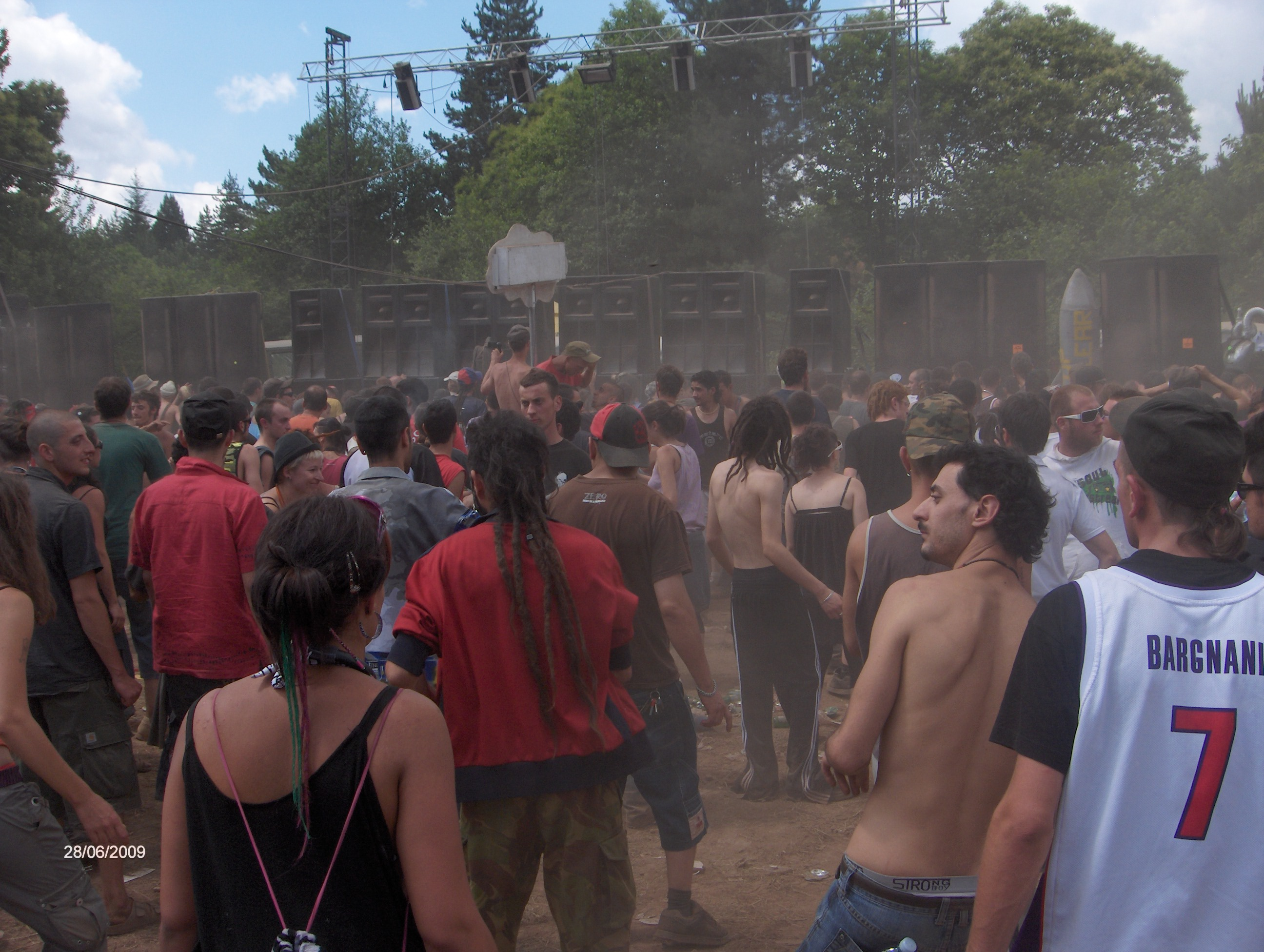
Een freeparty in Italië

Een freeparty is een feest waar elektronische dansmuziek (meestal freetekno) wordt gedraaid en waarbij geen vergunning wordt aangevraagd en geen of weinig entreegeld wordt gevraagd. Dergelijke feesten worden ook wel illegale (house- of techno)feesten of raves genoemd en worden gehouden in kraakpanden (reeds bestaande of leegstaande kantoor- of fabriekspanden), tunnels, onder viaducten of op veldjes op industrieterreinen of afgelegen natuurgebieden.
De Engelse term free party betekent zowel gratis als vrij feest. De entree is gratis, de drankprijzen laag en de feesten worden low budget georganiseerd. Vrij verwijst naar het (ont)breken van regels omtrent kraken, (brand)veiligheidsvoorschriften, openingstijden, drugsgebruik en -handel, geluidsniveau en -overlast.

## Geschiedenis
De freeparty ontstond in Engeland ten tijde van de opkomst van acid house in de jaren tachtig. Spiral Tribe werd een bekende organisator van freeparty's. In Nederland vonden ze navolging in Hardcore Peace Generation en Mononom. Later ontstonden ook andere organisaties.

## Werkwijze
Het feest wordt aangekondigd via sociaalnetwerksites, flyers, mobiele telefoon en mond-tot-mondreclame. De locatie wordt pas op het laatste moment bekendgemaakt. De organisatoren kraken een pand en zetten er een sound system (draaitafels, versterkers, geluidsboxen), verlichting en een (eenvoudige) bar. Er wordt ook gedecoreerd. In korte tijd bevinden zich honderd tot duizend mensen op het feest en is het voor de politie moeilijk (maar niet onmogelijk) om het feest te ontruimen. De politie is zelden van tevoren op de hoogte. Als het feest niet ontruimd wordt, kan het een dag of enkele dagen duren. Wanneer er tientallen soundsystems samenkomen, spreekt men van een teknival. Het aantal bezoekers (uit binnen- en buitenland) kan dan in de duizenden lopen.

## Nadelen
- voor omwonenden: 
  - geluidsoverlast, vervuiling en een onveilig gevoel[2]
- voor organisatoren en bezoekers:
  - ontruiming door politie[3][4] of voortijdige ontdekking[5][6]
  - het ontbreken van een protocol bij brand,[7] onveilige situaties[8]

## Muziekstijlen
Meestal wordt tekno gedraaid maar ook breakcore, drum and bass, gabba, Goa, jungle, psychedelic trance, speedcore, acid techno en techno en in mindere mate dubstep.